# 2022年の朝鮮民主主義人民共和国
2022年の朝鮮民主主義人民共和国（2022ねんのちょうせんみんしゅしゅぎじんみんきょうわこく、2022_in_North_Korea、朝鮮語: 2022년 조선민주주의인민공화국）では、2022年（主体111年）の朝鮮民主主義人民共和国（北朝鮮）に関する出来事について記述する。

## 最高指導者
| 写真 | 役職等                                 | 役職者                             |
| ---- | -------------------------------------- | ---------------------------------- |
|      | 最高指導者（労働党委員長、国務委員長） | 金正恩（第3代、2011年12月17日 - ） |
|      | 最高人民会議常任委員会委員長           | 崔竜海（第4代、2019年4月11日 - ）  |
|      | 内閣総理                               | 金徳訓（第7代、2020年8月13日 - ）  |